# Epigene (ceramista)
Epigene (Attica, V secolo a.C. – V secolo a.C.) è stato un ceramista greco antico.

## Biografia
Epigene fu un ceramista attico attivo nella seconda metà del V secolo a.C.
Il suo nome, seguito dalla formula epòiesen (fece), compare su un kàntharos, proveniente da Vulci e conservato al Cabinet des médailles di Parigi, decorato con scene mitologiche dal Pittore di Eretria.
Lo stile dell'opera è ispirato alla tazza di Codro (Pellegrini, Catalogo dei vasi Coll. Palagi ed Universitaria del Museo Civico di Bologna, n. 273).

## Opere
- Kàntharos, proveniente da Vulci e conservato al Cabinet des Médailles di Parigi.